# Chiedi chiedi/I ragazzi del Grab/Dimmi ciao
Chiedi chiedi/I ragazzi del Grab/Dimmi ciao è il quarto singolo dei Camaleonti,  pubblicato in Italia nel 1966.

## Tracce
Lato A
1. Chiedi chiedi (testo: Luciano Beretta, Michele Del Prete – musica: Elide Suligoj)

Lato B
1. I ragazzi del Grab (Detto Mariano, Luigi Menegazzi, Domenico Umberto Seren Gay, Michele Del Prete)
2. Dimmi ciao (Mario Piovano, Elide Suligoj, Detto Mariano, Luigi Menegazzi, Michele Del Prete)

## Formazione
- Riki Maiocchi: voce, chitarra
- Tonino Cripezzi: voce, tastiere
- Paolo De Ceglie: batteria
- Livio Macchia: voce, chitarra
- Gerry Manzoli: basso